# David Pratelli
David Pratelli (Pontedera, 21 dicembre 1970) è un imitatore, attore e conduttore televisivo italiano.

## Biografia
A 15 anni inizia a fare spettacoli nelle piazze della Toscana come intrattenitore nei circoli, sagre paesane e radio locali con imitazioni di personaggi noti.
Alcuni anni dopo esordisce nella tv nazionale in qualità di attore e imitatore nel varietà di Pippo Franco Avanti un altro in onda su Canale 5; sperimenta inoltre, come presentatore in una tv locale, un varietà di parodie e canzoni.
Dopo varie esperienze televisive, nel 1999 dà vita con Marco Vincent alla trasmissione radiofonica I Pratelli di Saint-Vincent, su Radio Quattro, emittente che riscuote grandi ascolti in Toscana, a cui segue un tour itinerante. Nel 2001 il programma vince il premio Pegaso d'Argento del mensile "Tascabile TV" come il più seguito del centro Italia. Successivamente diventerà popolare al grande pubblico nazionale partecipando a numerose trasmissioni Mediaset e Rai.

## Campione d'Italia Imitatori
Nel 2002 vince il campionato/talent italiano degli imitatori nel varietà Sì sì è proprio lui, condotto da Luisa Corna in prima serata su Rai Uno con la regia di Pier Francesco Pingitore, che gli vale un contratto in RAI.
Le imitazioni furono: Gian Piero Galeazzi, Lando Buzzanca, Franco Sensi, Silvio Berlusconi, Fabio Capello, Christian De Sica, Adriano Celentano, Bruno Vespa.
Partecipa così alle trasmissioni Rai: Uno di noi, abbinato alla Lotteria Italia, Di Tutte di Più, e al Derby del Cuore come allenatore/parodia di Fabio Capello.

## Carriera
David Pratelli diventa una presenza fissa sulle reti nazionali; negli anni 2000, oltre alla consacrazione del successo nel talent per gli imitatori, lo vediamo con Il Protagonista di Teo Mammucari su Italia 1. Nel 2005 Pratelli interviene a Buona Domenica su Canale 5, condotto da Maurizio Costanzo, nelle vesti di Ciccio Graziani con la presenza in studio dei giocatori del Cervia, partecipanti al reality Campioni.
Intanto prosegue in Toscana la trasmissione comica Sarà ora? interpretando anche personaggi di fantasia come "Paolino Rossi", direttore di banca ma con la passione di raccontare barzellette, e "Ugo", venditore di eventi internazionali ma che in realtà erano solo sagre di piccoli paesi.
David Pratelli debutta come attore nella fiction Carabinieri 5 (episodio "Minaccia inafferrabile") nel ruolo della guardia giurata Piero Smarti. Dal 2006 al 2009 è nel cast di Guida al Campionato condotto da Mino Taveri, ottiene un grande successo con le varie interpretazioni di Lippi, Capello, Ibrahimovic e il giornalista Franco 'Ciccio' Ordine, inoltre con il personaggio Claudio Ranieri interviene ospite a Controcampo su Italia 1. Dalla stagione 2008/09 è anche uno degli ospiti fissi di Lunedì Gol duettando con Ciccio Graziani (Canale Italia e una syndication di reti locali su scala nazionale). Nel 2009 fa parte della trasmissione Stracult, in onda su Rai 2. In estate partecipa nella rubrica sportiva: Speciale calciomercato su Skysport come imitatore e opinionista. 
A settembre 2009 entra nel cast di Quelli che il calcio e..., su Rai 2, da sottolineare la simpatica interpretazione di Giampiero Mughini. Nel 2010 è protagonista in Stiamo tutti bene, trasmissione comica condotta da Belén Rodríguez su Raidue.
Con la nuova stagione 2010/2011 continua con successo Quelli che il calcio e... di Simona Ventura, le imitazioni e parodie di rilievo sono Gigi Delneri, Carlo Conti, Salvo Sottile. Per il veglione di fine anno 2011/2012, David Pratelli partecipa alla serata "L'anno che verrà" su Raiuno condotta da Carlo Conti, inoltre è ospite più volte 
nelle prime due edizioni del varietà Tale e quale show. Successivamente lo vediamo ancora per diverse edizioni nel veglione di fine anno L'anno che verrà, inoltre con ospitate a Domenica in, La vita in diretta, Il sabato italiano, Zero e lode Speciale Telethon, Soliti ignoti - Il ritorno su Raiuno.
Nel 2016 riceve il premio Holmes dalla Accademia degli artisti di Napoli come miglior autore, con il primo libro 'Tenebra' giallo thriller edito dalla Kimerik, dopo un anno viene premiato dalla stessa Accademia come 'Artista dell'anno 2017' per essersi distinto come imitatore e autore nell'ultimo decennio. Tornando all'intrattenimento televisivo, 
è ospite in prima serata su Raidue nel programma comico Made in Sud interpretando l’allenatore Maurizio Sarri. Veste i panni di conduttore nel talk show In compagnia sotto le stelle con ospiti del mondo dello sport e dello spettacolo in onda su 50 Canale. Nel 2018 prende parte, inoltre, in veste di identità nascosta, al programma Soliti ignoti condotto da Amadeus. Il suo mestiere è l'allenatore di calcio di una ASD toscana. Proprio in questo sport ha ricoperto il ruolo di mister in più società di calcio Uisp Unione Italiana Sport Per tutti, come Valderagold, La Rotta(con la squadra è protagonista anche in un format televisivo 'Palloni'), Talea. 
Dopo anni di varie ospitate televisive lo ritroviamo sia come conduttore che attore nel cast di un nuovo programma di intrattenimento e calcio, 50 Football Club, in onda su 50 Canale non solo parodie e imitazioni ma interpreta anche soggetti di fantasia come Andrew Duscemi attore teatrale e Giovanni Pinolo agente pubblicitario.
Nella nona edizione di Tale e quale show su Raiuno torna come protagonista imitando storici personaggi della canzone italiana, da sottolineare le belle interpretazioni di Pau Donés de Jarabe de Palo con il brano Depende e quella di Giorgio Gaber con Destra-Sinistra. Durante la quarantena del 2020 a causa della pandemia di COVID-19, David Pratelli fa parte dei 70 artisti che insieme cantano l'inno Andrà tutto bene scritto e ideato dal cantautore Davide De Marinis a scopo benefico con l'obiettivo di acquistare un respiratore a favore dell'ospedale di Formia patrocinato dalla Nazionale italiana cantanti.
Dal 2020 diventa socio fondatore e produttore di vari format basati sul calcio e entertainment per web e Tv attraverso il neo canale YouTube divanum.tv evolvendoli in seguito sul portale del calcio LeoVegas.news e, nel 2022, approdando in televisione su Sportitalia. 
Nel 2021 e nel 2023 torna a Tale e quale show in veste di giudice interpretando Christian De Sica. 
Nel circuito radiofonico web torna a sperimentare personaggi con il proprio format  I PRATELLI di SAINT VINCENT, mentre riguardo al network nazionale, oltre ai vari interventi come opinionista sul calcio nelle emittenti sportive, è ospite in Tutti pazzi per RDS su RDS.
Nel panorama del cinema italiano, il film Tenebra - Questa è la mia vendetta, con la regia di Giuseppe Di Giorgio, è tratto dal suo romanzo Tenebra edito dalla Kimerik con la riedizione nel 2022 Tenebra Vendetta sepolta proprio in occasione dell'uscita del film. David Pratelli è al debutto come autore di romanzi gialli.
Dal 2023 in tv conduce alcuni programmi di intrattenimento e sport:  Ma che calcio vuoi?, DavidZone, Ancora con sto calcio, in onda su 50 Canale.

## Personaggi imitati
- Marcello Lippi
- Lando Buzzanca
- Gian Piero Galeazzi
- Fabio Capello
- Bruno Vespa
- Christian De Sica
- Roberto Cavalli
- Vittorio Feltri
- Giulio Tremonti
- Zlatan Ibrahimović
- Sandro Bondi
- Luciano Moggi
- Giampiero Mughini
- Salvo Sottile
- Alessandro Sallusti
- Carlo Conti
- Claudio Ranieri
- Maurizio Costanzo
- Silvio Berlusconi
- Pau Donés
- Giorgio Gaber
- Carlo Ancelotti
- Adriano Celentano
- Ciccio Graziani
- Diego Della Valle
- Romano Prodi
- Franco Ordine
- Pippo Franco
- Maurizio Sarri
- Nino Ferrer
- Piero Fassino
- Gigi Delneri
- Cristiano Malgioglio
- Luciano Spalletti
- Arrigo Sacchi
- Sergio Mattarella

## Televisione
- Avanti un altro, regia di Stefano Vicario (1994, Canale 5);
- Tai-Tanic, regia di Franco Bianca (1998,Raidue);
- Il Protagonista, regia di Josè Maria Sanchez (2002,Italia Uno);
- Si si, è proprio lui!!!, Campionato Nazionale Imitatori, regia di Pierfrancesco Pingitore (2002, Raiuno);
- Derby del cuore (2004,Raidue);
- Sarà ora?, regia di Paolo Del Bianco (2005 - 2006,Canale 10);
- Stadium, regia di Paolo Del Bianco (2005-2006, Canale 10);
- Guida al Campionato, regia di Andrea Sanna (2006 - 2009, Italia uno);
- Maurizio Costanzo show, ospite, (2007,Canale 5);
- Stasera mi butto, ospite, regia di Roberto Cenci (2007, Raiuno);
- Miss Padania, (2007, Rete Quattro);
- Festa italiana, ospite, regia di Salvatore Perfetto (2009, Raiuno);
- Lunedì gol, regia di Sergio Marchesi (2008 - 2009, Canale Italia);
- Stracult Show, regia di David Emmer (2009, Raidue);
- Speciale Calciomercato (2009, Sky Sport);
- Quelli che il calcio e..., regia di Celeste Laudisio (2009 - 2011, Raidue);
- Stiamo tutti bene, regia di Celeste Laudisio (2010, Raidue);
- Premio Regia Televisiva 2012, regia di Maurizio Pagnussat (2012, Raiuno);
- L'anno che verrà regia di Maurizio Pagnussat e Gabriella Lasagni (2011 - 2015; 2017 - 2018, Raiuno);
- La vita in diretta, speciale Sanremo, (2015, Raiuno);
- Quelli che il calcio, ospite, regia di Caterina Pollini, (2015), Raidue;
- Domenica in, ospite, regia di Giuliana Baroncelli (2015 - 2016, Raiuno);
- Estate in diretta, ospite, regia di Salvatore Perfetto (2015, Raiuno);
- Made in Sud, ospite, regia di Sergio Colabona (2016, Raidue);
- In compagnia sotto le stelle, conduttore, regia di Stefano Bitozzi e Luca Gelli, (2016, 50 Canale);
- Cantando Ballando, ospite, 2017, (Canale Italia);
- La vita in diretta, ospite, (2017, Raiuno);
- Il sabato italiano, ospite, regia di Salvatore Perfetto (2017 - 2018, Raiuno);
- Zero e lode, speciale Telethon, (2017, Raiuno);
- Soliti ignoti - Il ritorno, identità nascosta, (2018, Raiuno);
- 50 Football Club, regia di Stefano Bitozzi, (2018 - 2020, 50 Canale);
- Tale e quale show, ospite 2012 - 2013, concorrente 2019, giudice 2021 - 2023. Regia di Maurizio Pagnussat, (Rai 1)
- Mattino Norba, ospite 2020; 2022, (Telenorba);
- LeoTALK Serie A, 2022, (Sportitalia);
- Pomeriggio con noi, ospite 2022, (Cusano Italia TV);
- Ma che calcio vuoi?, conduttore 2023, regia di Stefano Bitozzi, (50 Canale);
- Ancora con sto calcio, rubrica (Tg 50 News) 2024-2025 regia di Luca Gelli, (50 Canale);
- DavidZone, conduttore 2024-2025, regia di Luca Gelli, (50 Canale);
- Audiscion, 2025, regia di Giovanni Caccamo, (Rai 2);

### Serie Tv
- 2006 Carabinieri 5 (episodio Minaccia inafferrabile), ruolo: Piero Smarti, regia di Sergio Martino (Mediaset);
- 2016 I delitti del BarLume (episodio Il telefono senza fili), ruolo: Giuseppe Feline, regia di Roan Johnson (Sky Cinema 1);

### Film Cinema
- 2013 "La mia mamma suona il rock" ruolo 'Assistente di Jessica Morgan' , regia di Massimo Ceccherini;
- 2022 "Tenebra - Questa è la mia vendetta", autore, regia di Giuseppe Di Giorgio;

### Docu-Comedy
- 2007 Sarà ora? La grossa storia, regia di Luca Paolieri (Rete37);
- 2008 Sarà ora? In cantina, regia di Luca Paolieri (Rete37);
- 2014–2015 Palloni - Le voci del Mister, regia di Andrea Bruni e Luca Paolieri (Rtv38);

## Spettacoli
- Un imitatore italiano, di David Pratelli e Marco Vincent;
- I Pratelli di Saint Vincent, di Marco Vincent e David Pratelli;
- Sarà ora in tour!, di Silvio Capecchi e Andrea Bruni;
- Arrivederci!, di Silvio Capecchi, Andrea Bruni e David Pratelli;
- A casa di Adriano, front man. Regia di Fabrizio Dottori;
- Quello della via Gluck, front man. Di David Pratelli, Andrea Bruni e Silvio Capecchi.
- In compagnia sotto le stelle, conduttore nel talk show della Compagnia Interportuale Pisana.
- Il Cottanzo show!, ideato dalla Associazione Iafrate Consulting, talk show con Marco Vincent.
- David Pratelli Show, personaggi e canzoni della storia dello spettacolo.

### Teatro
- Sarà ora? Su il sipario Varietà. Con Serena Magnanensi, Andrea Bruni, Mons, Marco Conte, Edoardo Ripoli. Regia di Andrea Bruni. Produzione indipendente.
- Non mi va! Monologo a più voci, varietà. Con Andrea Bruni, Alessandro Luchi. Regia di Andrea Bruni. Produzione indipendente.
- Pratelli in città, One man show. Regia di Andrea Bruni. Produzione indipendente.

## Radio
- 1994-1995 Saluti e baci, Azzurra Network;
- 1999-2004 I Pratelli di Saint Vincent, Radioquattro Radio Bruno;
- 2003 Ottovolante, ospite Radio2;
- 2004 Casa Pratelli, Radio Italiapiù Radio Nostalgia;
- 2008 Ottovolante, ospite Radio2;
- 2015 Aradio, Radio Blu, gruppo Radio Cuore;
- 2018 Mini spot, RDS;
- 2020-2021 Opinionista in varie trasmissioni di www.radiobianconera.com del gruppo www.tmwradio.com;
- 2022 I Pratelli di Saint Vincent, Punto Radio e in streaming www.puntoradio.fm
- 2022 Tutti pazzi per RDS, ospite RDS;
- 2023-2024 "Radio TV Serie A", ospite RDS;

## Opere
- 2014 Tenebra, Patti ME, Kimerik ISBN 978-88-6884-058-7
- 2022 Tenebra Vendetta sepolta (riedizione), Patti ME, Kimerik ISBN 979-12-5466-317-2

## Web
- www.davidpratelli.it
- 2017 Cresciuti a pane, calcio e ingoranza Juice Sport Tv.
- David Pratelli dal 2015 canale ufficiale YouTube.
- 2020 Juventus Divanum, YouTube e Facebook. Socio fondatore e produttore.
- 2020-2021 Zona Divanum, YouTube. Socio fondatore e produttore.
- 2021 LeoTALK "Speciale EURO2020", LeoVegas.news - Socio fondatore e produttore.
- 2021-2022 LeoTALK Serie A, LeoVegas.news - Socio fondatore e produttore.
- 2021-2022 Pratelli di Calcio, LeoVegas.news - Produttore.
- 2022 I Pratelli di Saint Vincent, Spotify.

## Premi
- 2001 Pegaso d'Argento, con I Pratelli di Saint Vincent in onda su Radio Quattro come programma dell'anno, Prato.
- 2002 Campione d'Italia Imitatori, RAI, Roma.
- 2003 Orso d'oro personaggio dell'anno, Comune di Ponsacco (PI).
- 2010 Non solo Miss, Casciana Terme (PI).
- 2011 Premio Tracco, comicità & sport, Milano.
- 2016 Holmes Awards miglior autore con il libro 'Tenebra', Accademia degli Artisti, Napoli.
- 2017 Artista dell'anno, Accademia degli Artisti, Napoli.
- 2017 Pisani si nasce...Pisani si diventa, Pisa.
- 2018 Premio 30 anni di carriera, Comune di Ponsacco.
- 2018 Cicero Award, Arce (FR).
- 2023 Premio città di Viareggio per satira nello sport, Comune di Viareggio (LU).

## Curiosità
Ha giocato in alcune squadre di calcio Uisp nel ruolo di difensore centrale, dal 2013 diventa mister, è tifoso della Juventus.